# ペンタレネンオキシゲナーゼ
ペンタレネンオキシゲナーゼ (Pentalenene oxygenase, EC 1.14.15.32)は、酸化還元酵素の1つであり、系統名は、pentalenene,NADPH:oxygen 13-oxidoreductaseである。この酵素は、以下の化学反応を触媒する。
ペンタレネン + 2 NADPH + 2 H+ + 2 O2 {\displaystyle \rightleftharpoons } ペンタレン-13-アール + 2 NADP+ + 3 H2O (反応全体)
(1a) ペンタレネン + NADPH + H+ + O2 {\displaystyle \rightleftharpoons } ペンタレン-13-オール + NADP+ + H2O
(1b) ペンタレン-13-オール + NADPH + H+ + O2 {\displaystyle \rightleftharpoons } ペンタレン-13-アール + NADP+ + 2 H2O
従って、反応物は、ペンタレネンとNADPHと水素イオンと酸素分子、生成物はペンタレン-13-アール、NADP+、水である。 
ペンタレネンオキシゲナーゼは、ヘム-チオール酸タンパク質(P-450)である。